# Парадокс Смейла

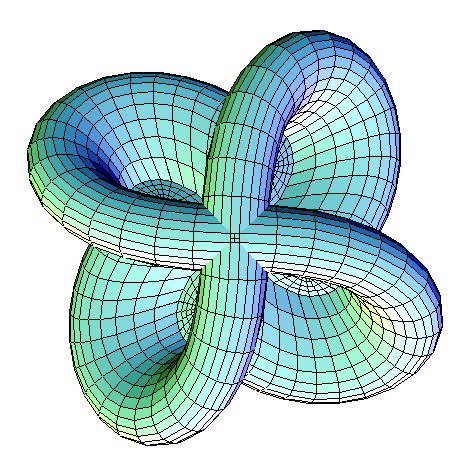
Парадокс Смейла. Одна з проміжних конфігурацій, Поверхня Моріна

Парадокс Смейла — твердження у диференціальній топології, що сферу в тривимірному просторі можна вивернути навиворіт в класі занурень, тобто з можливими самоперетинами, але без перегинів. Іншими словами, образ сфери у кожний момент деформації мусить залишатися гладким, тобто диференційовним.
Парадокс Смейла — це зовсім не логічний парадокс, це теорема, проте вельми контрінтуїтивна. Точніше:
| Нехай {\displaystyle f\colon S^{2}\to \mathbb {R} ^{3}} є стандартне вкладення сфери у тривимірний простір. Тоді існує неперервне однопараметричне сімейство гладких занурень {\displaystyle f_{t}\colon S^{2}\to \mathbb {R} ^{3},\ \ t\in [0,1]}, таке, що {\displaystyle f_{0}=f} і {\displaystyle f_{1}=-f}. |

Досить тяжко уявити конкретний приклад такого сімейства занурень, хоча існує багато ілюстрацій та фільмів. З іншого боку, значно простіше довести, що таке сімейство існує. Це і зробив Смейл.